# Lijst van rijksmonumenten in Wadenoijen
De plaats Wadenoijen telt 13 inschrijvingen in het rijksmonumentenregister. Hieronder een overzicht.
| Object | Oorspronkelijke functie? | Bouwjaar              | Architect | Locatie          | Coördinaten?                  | Nr.?  | Afbeelding                                                                |
| --- | ------------------------ | --------------------- | --------- | ---------------- | ----------------------------- | ----- | ------------------------------------------------------------------------- |
| Boerderij onder rieten wolfdak met in de voorgevel jaartalankers | Boerderij                | 1809 (jaartalankers)  |           | Bommelweg 17     | 51° 51' 54" NB, 5° 21' 53" OL | 35615 | Boerderij onder rieten wolfdak met in de voorgevel jaartalankers          |
| Boerderij onder rieten wolfdak | Boerderij                | eerste helft 19e eeuw |           | Bommelweg 39     | 51° 51' 44" NB, 5° 21' 19" OL | 35616 | Upload foto                                                               |
| Gepleisterde boerderij, woonhuis en stal vormen een T-vormige plattegrond | Boerderij                | eerste helft 19e eeuw |           | Bredestraat 8    | 51° 52' 26" NB, 5° 21' 19" OL | 35617 | Gepleisterde boerderij, woonhuis en stal vormen een T-vormige plattegrond |
| Boerderij op T-vormige plattegrond | Boerderij                | midden 19e eeuw       |           | Lingedijk 7      | 51° 52' 24" NB, 5° 23' 13" OL | 35619 | Meer afbeeldingen                                                         |
| Hervormde Pastorie | Kerkelijke dienstwoning  | 1843                  |           | Lingedijk 21     | 51° 52' 26" NB, 5° 22' 46" OL | 35620 | Meer afbeeldingen                                                         |
| Hervormde kerk (Wadenoijen) | Kerk en kerkonderdeel    | 11e eeuw en later     |           | Lingedijk 23     | 51° 52' 26" NB, 5° 22' 45" OL | 35621 | Meer afbeeldingen                                                         |
| Toren | Kerk en kerkonderdeel    | 12e eeuw              |           | Lingedijk bij 23 | 51° 52' 26" NB, 5° 22' 44" OL | 35622 | Meer afbeeldingen                                                         |
| Boerderij op T-vormige plattegrond | Boerderij                | tweede kwart 19e eeuw |           | Lingedijk 63     | 51° 52' 28" NB, 5° 22' 25" OL | 35623 | Meer afbeeldingen                                                         |
| Gepleisterde boerderij op T-vormige plattegrond | Boerderij                | 1843 (jaartal)        |           | Lingedijk 97     | 51° 52' 32" NB, 5° 22' 4" OL  | 35624 | Gepleisterde boerderij op T-vormige plattegrond                           |
| Boerderij op T-vormige grondplan | Boerderij                | eerste helft 19e eeuw |           | Lingedijk 30     | 51° 52' 36" NB, 5° 21' 35" OL | 35625 | Boerderij op T-vormige grondplan                                          |
| 'De prinkel' | Boerderij                | 1840 (steentje)       |           | Lingedijk 32     | 51° 52' 37" NB, 5° 21' 21" OL | 35626 | 'De prinkel'                                                              |
| Boerderij op T-vormige plattegrond | Boerderij                | eerste helft 19e eeuw |           | Lingedijk 119    | 51° 52' 33" NB, 5° 21' 23" OL | 35627 | Boerderij op T-vormige plattegrond                                        |
| Boerderijcomplex bestaande uit een vermoedelijk in oorsprong laat-17e-eeuwse of vroeg-18e-eeuwse t-huisboerderij met bijschuur, een vrijstaande vloedschuur en een dubbele schuurberg | Boerderij                | 18e eeuw              |           | Vergardeweg 23   | 51° 52' 30" NB, 5° 21' 29" OL | 35628 | Meer afbeeldingen                                                         |